# КК Орлеан Лоаре баскет
КК Орлеан Лоаре баскет (фр. Orléans Loiret Basket; Entente Orléanaise 45 Loiret) је француски кошаркашки клуб из Орлеана. У сезони 2020/21. такмичи се у Про А лиги Француске.

## Историја
Клуб је основан 1993. године. Први значајнији успех остварио је 2006. када је изборио место у највишем рангу такмичења у Француској - Про А лиги. Исте године био је и финалиста Купа Француске, који је 2010. и освојио. У Про А лиги најбољи резултат клуба био је друго место у сезони 2008/09.
На међународној сцени забележио је по једну сезону учешћа у Евролиги (2009/10.), Еврокупу (2012/13.) и Еврочеленџу (2010/11.), али сваки пут је такмичење завршавао већ у првој фази.

## Успеси
- Првенство Француске:
  - Вицепрвак (1): 2009.

- Куп Француске:
  - Победник (1): 2010.
  - Финалиста (1): 2006.

- Куп „Недеља асова“:
  - Финалиста (2): 2009, 2010.

- Суперкуп Француске:
  - Финалиста (1): 2010.

## Учинак у претходним сезонама
| Сез.     | Првенство Француске | Куп Француске      | Куп лидера   | Европско такмичење  |
| -------- | ------------------- | ------------------ | ------------ | ------------------- |
| 2008/09. | Вицепрвак           | -                  | Финалиста    | -                   |
| 2009/10. | Четвртфинале ПО     | Победник           | Финалиста    | Евролига - Топ 24   |
| 2010/11. | 10. место           | Осмина финала      | -            | Еврочеленџ - Топ 32 |
| 2011/12. | Полуфинале ПО       | Осмина финала      | Четвртфинале | -                   |
| 2012/13. | 9. место            | Осмина финала      | Четвртфинале | Еврокуп - Топ 32    |
| 2013/14. | 9. место            | Шеснаестина финала | Четвртфинале | -                   |
| 2014/15. | 16. место           | Шеснаестина финала | -            | -                   |
| 2015/16. | 11. место           | Четвртфинале       | -            | -                   |
| 2016/17. | -                   | Шеснаестина финала | -            | -                   |

## Познатији играчи
- Кристофер Букер
- Кејлеб Грин
- Џастин Долман
- Џамар Јанг
- Адријен Моерман